# Carlette Guidry-White
Carlette Guidry-White, född den 4 september 1968 i Houston, är en amerikansk före detta friidrottare som tävlade i kortdistanslöpning.
Guidry-Whites främsta merit har kommit som en del av amerikanska stafettlag på 4 x 100 meter. Hon har två gånger blivit olympisk mästare och en gång världsmästare. 
Individuellt är hennes främsta merit att hon blev bronsmedaljör på 60 meter vid inomhus-VM 1995 i Barcelona. På 100 meter blev hon fyra vid VM 1995 och åtta vid VM 1991.

## Personliga rekord
- 60 meter - 7,04
- 100 meter - 10,94
- 200 meter - 22,14